# Crispin Glover
Crispin Hellion Glover (ur. 20 kwietnia 1964 w Nowym Jorku) – amerykański aktor, scenarzysta, reżyser, pisarz, producent filmowy i awangardowy muzyk.

## Życiorys

### Wczesne lata
Urodził się w Nowym Jorku jako jedyne dziecko Mary Elizabeth Lillian Betty Krachey Bloom (z domu Koerber) i Bruce’a Glovera, aktora i trenera dramatu, aktorki i tancerki, która przeszła na emeryturę po jego narodzeniu. Swoje imię przyjął na cześć Dnia Św. Kryspina ujętego w sztuce szekspirowskiej Henryk V, a drugie imię Hellion wcześniej było używane jako fałszywe nazwisko przez ojca, którego prawdziwe drugie imię to Herbert. Gdy miał pięć lat wraz z rodziną przeprowadził się do Los Angeles. Jako dziecko Glover uczęszczał do The Mirman School dla uzdolnionych naukowo. Naukę kontynuował w Venice High i Beverly Hills High School, którą ukończył w roku 1982.

### Kariera
Mając trzynaście lat pojawił się w kilku sitcomach. Jako 14-latek zagrał w musicalu Dźwięki muzyki (The Sound of Music) w Los Angeles. W wieku siedemnastu lat wystąpił w filmie telewizyjnym Najlepsze czasy (Best of Times, 1981) u boku Nicolasa Cage’a. Dwa lata potem zadebiutował na kinowym ekranie w komedii romantycznej Moja nauczycielka (My Tutor, 1983). Rok później wystąpił w slasherze Piątek, trzynastego IV: Ostatni rozdział (Friday the 13th: The Final Chapter, 1984) jako jedna ze śmiertelnych ofiar psychopatycznego Jasona Voorheesa. Za rolę George’a McFly w komedii sci-fi Roberta Zemeckisa Powrót do przyszłości (Back to the Future, 1985) i za postać Willarda Stilesa, odludka, którego jedynymi przyjaciółmi są udomowione przez niego szczury w dramacie Willard (2003) otrzymał nominację do nagrody Saturna. Z powodu sporów z producentami o wysokość honorarium nie powtórzył roli George’a McFly w sequelach Powrotu do przyszłości, przez co został zastąpiony przez Jeffreya Weissmana. W 1989 wydał płytę The Big Problem Is Equal the Solution. Zagrał główną rolę w dwóch polskich filmach: Ferdydurke (1991) i Hiszpanka (2014).

## Filmografia
| Film                                                                          | Lata | Postać                 |
| ----------------------------------------------------------------------------- | ---- | ---------------------- |
| Najlepsze czasy (Best of Times)                                               | 1981 | Crispin                |
| Moja nauczycielka (My Tutor)                                                  | 1983 | Jack                   |
| Liceum amerykańskie (High School U.S.A.)                                      | 1983 | Archie Feld            |
| Szczęśliwe dni (Happy Days)                                                   | 1983 | Roach                  |
| Posterunek przy Hill Street (Hill Street Blues)                               | 1983 | Kosmiczny kadet        |
| Więzy rodzinne (Family Ties)                                                  | 1984 | Doug                   |
| Wyścig z księżycem (Racing with the Moon)                                     | 1984 | Gatsby Boy             |
| Piątek, trzynastego IV: Ostatni rozdział (Friday the 13th: The Final Chapter) | 1984 | Jimmy „Jimbo” Mortimer |
| Nauczyciele (Teachers)                                                        | 1984 | Danny                  |
| Powrót do przyszłości (Back to the Future)                                    | 1985 | George McFly           |
| W swoim kręgu (At Close Range)                                                | 1986 | Lucas                  |
| W zakolu rzeki (River's Edge)                                                 | 1986 | Layne                  |
| Gdzie serce twoje (Where the Heart Is)                                        | 1990 | Lionel                 |
| Dzikość serca (Wild at Heart)                                                 | 1990 | Dell                   |
| Tornado (Twister)                                                             | 1990 | Howdy                  |
| Rubin i Ed (Rubin and Ed)                                                     | 1991 | Rubin Farr             |
| Odgłosy Nowego Jorku (Little Noises)                                          | 1991 | Joey                   |
| Ferdydurke                                                                    | 1991 | Mintus                 |
| The Doors                                                                     | 1991 | Andy Warhol            |
| Pokój hotelowy (Hotel Room)                                                   | 1993 | Danny                  |
| I kowbojki mogą marzyć (Even Cowgirls Get the Blues)                          | 1993 | Howard Barth           |
| Co gryzie Gilberta Grape’a (What’s Eating Gilbert Grape)                      | 1993 | Bobby McBurney         |
| Eskorta (Chasers)                                                             | 1994 | Howard Finster         |
| Truposz (Dead Man)                                                            | 1995 | Train Fireman          |
| Skandalista Larry Flynt (The People vs. Larry Flynt)                          | 1996 | Arlo                   |
| Siostra Betty (Nurse Betty)                                                   | 2000 | Roy Ostery             |
| Aniołki Charliego (Charlie’s Angels)                                          | 2000 | Creepy Thin Man        |
| Bartleby                                                                      | 2001 | Bartleby               |
| Fast Sofa                                                                     | 2001 | Jules Langdon          |
| Zbrodnia i kara (Crime and Punishment)                                        | 2002 | Raskolnikow            |
| Magiczne buty (Like Mike)                                                     | 2002 | Stan Bittleman         |
| Willard                                                                       | 2003 | Willard Stiles         |
| Aniołki Charliego: Zawrotna szybkość (Charlie’s Angels: Full Throttle)        | 2003 | Thin Man               |
| Śmiertelnie seksowna (Drop Dead Sexy)                                         | 2005 | Eddie                  |
| Śmiertelna wyliczanka (Simon Says)                                            | 2006 | Simon/Stanley          |
| Czarodziej Gore (The Wizard of Gore)                                          | 2006 | Montag Wspaniały       |
| Wielkie kino (Epic Movie)                                                     | 2007 | Willy Wonka            |
| Beowulf                                                                       | 2007 | Grendel                |
| Sezon na misia 2 (Open Season 2)                                              | 2008 | Fifi (głos)            |
| 9                                                                             | 2009 | 6 (głos)               |
| Alicja w Krainie Czarów (Alice in Wonderland)                                 | 2009 | Skazeusz, Walet Kier   |
| Jutro będzie futro (Hot Tub Time Machine)                                     | 2010 | Phil                   |
| Hiszpanka                                                                     | 2014 | Dr. Abuse              |
| Amerykańscy bogowie                                                           | 2017 | Pan World              |
| Amerykańscy bogowie                                                           | 2019 | Pan World              |